# ديفيد ألتشولر
ديفيد ماثيو ألتشولر (من مواليد 27 أغسطس 1964)، طبيب متخصص في الغدد الصماء وعلم الوراثة البشرية. وهو نائب الرئيس التنفيذي للبحوث العالمية والمدير العلمي الأول في شركة فيرتكس للأدوية. قبل انضمامه إلى فيرتكس  عام 2014، كان يعمل في معهد برود في هارفارد ومعهد ماساتشوستس للتكنولوجيا، وكان أستاذًا في علم الوراثة والطب في كلية الطب بجامعة هارفارد، وفي قسم علم الأحياء في معهد ماساتشوستس للتكنولوجيا. كان أيضًا عضوًا في هيئة التدريس في قسم البيولوجيا الجزيئية، ومركز الأبحاث الجينية البشرية، ووحدة السكري، وكلها في مستشفى ماساتشوستس العام. كان واحدًا من أربعة أعضاء أساسيين مؤسسين في معهد برود، وشغل منصب نائب مدير المعهد، وكبير المسؤولين الأكاديميين، ومدير برنامج الطب وعلم الوراثة السكانية.  

## التعليم
التحق ألتشولر بكلية الكومنولث في بوسطن، وحصل على بكالوريوس العلوم من معهد ماساتشوستس للتكنولوجيا،  ودكتوراه من جامعة هارفارد، ودكتوراه في الطب من كلية الطب بجامعة هارفارد.  أكمل تدريبه الداخلي، والإقامة، والزمالة السريرية في مستشفى ماساتشوستس العام.

## الأبحاث
ركز بحث ألتشولر الأكاديمي على التنوع الجيني البشري وتطبيقه على المرض،     باستخدام معلومات من مشروع الجينوم البشري.  شارك في قيادة اتحاد SNP، مشروع HapMap الدولي،   ومشروع 1000 جينوم    ركز بحثه على الأساس الجيني لمرض السكري من النوع 2، وساهم مختبره في رسم خرائط العشرات من المتغيرات الجينية المرتبطة بخطر الإصابة بمرض السكري من النوع 2، ومستويات الدهون، واحتشاء عضلة القلب، والتهاب المفاصل الروماتويدي، والذئبة، وسرطان البروستاتا، واضطرابات أخرى.

## الجوائز والتكريمات
من أبرز التكريمات التي حصل عليها انتخابه عضواً في الجمعية الأمريكية للتحقيقات السريرية، ورابطة الأطباء الأمريكيين، ومعهد الطب. وهو عضو في مجلس إدارة الجمعية الأمريكية لعلم الوراثة البشرية وكان سابقًا عضوًا في مجلس إدارة شركة فيرتكس للأدوية. عام 2011، حصل على جائزة كيرت ستيرن من الجمعية الأمريكية لعلم الوراثة البشرية، وفي عام 2012 حصل على جائزة الإنجاز العلمي المتميز من جمعية السكري الأمريكية. وهو عضو في مجلس أمناء Becket Chimney Corners YMCA.